# Gustl Müller-Dechent
Gustl Müller-Dechent (* 4. Juni 1915 in München als August Müller; † 29. Oktober 2016 in Salzgitter) war Vorsitzender der Sozialistischen Arbeiterjugend (SAJ) für München-Süd. Ab 1933 war er in der Widerstandsbewegung gegen den Faschismus tätig. Wegen politischer Vergehen kam er in der Zeit der Herrschaft des Nationalsozialismus in Haft.
Nach dem Zweiten Weltkrieg war er sowohl einer der ersten Reporter der Süddeutschen Zeitung als auch von Radio München. Als Lokalredakteur der Main-Post in Würzburg erschuf er die Figur der Marktbärbl. Gustl Müller-Dechent war danach einige Jahre für die Tageszeitung Main-Echo in Aschaffenburg tätig, bevor er nach Frankfurt am Main wechselte. Dort war er Ressortleiter (Kürzel: gmd) für Hessen, einschließlich der Bezirksausgaben, bei der Tageszeitung Frankfurter Rundschau bis zu seinem Eintritt in den Ruhestand. Er ist Verfasser mehrerer Fachbücher zu den Themen Fotografieren und Filmen sowie Autor mehrerer belletristischer Bücher. Seine Erlebnisse als Zeitzeuge der Zeit des Nationalsozialismus und der Widerstandsbewegung dokumentierte er in seinem Buch Widerstand in München – Die Vergessenen. Dieses Buch hat er 2008 auch als PDF-Datei frei verfügbar gemacht. Gustl Müller-Dechent lebte seit 2002 in Salzgitter.

## Ehrungen/Preise
- 1965: Joseph-E.-Drexel-Preis
- 1971: 3. Preis Journalistenwettbewerb zum Thema „Freizeit“ des Bundesministeriums für Jugend, Familie und Gesundheit (BMFSFJ)
- 1976: Photokina Obelisk
- 1979: Aufnahme in die Personalenzyklopädie Wer ist Wer?, das deutsche Who’s Who